# Born to Touch Your Feelings (album des Scorpions)
Albums de Scorpions
Hot & Hard
(1993) Deadly Sting
(1995)
Born to Touch Your Feelings est une compilation du groupe allemand de hard rock Scorpions sortie le 25 Novembre 2017.

## Liste des titres 1:06:59
| No  | Titre                               | Paroles | Musique | Album                       | Durée |
| --- | ----------------------------------- | ------- | ------- | --------------------------- | ----- |
| 01. | Steamrock Fever                     |         |         | Born to Touch Your Feelings | 03:37 |
| 02. | Pictured Life                       |         |         | Born to Touch Your Feelings | 03:23 |
| 03. | Robot Man                           |         |         | Born to Touch Your Feelings | 02:42 |
| 04. | Backstage Queen                     |         |         | Born to Touch Your Feelings | 03:12 |
| 05. | Hell Cat                            |         |         | Born to Touch Your Feelings | 02:56 |
| 06. | He's A Woman, She's A Man           |         |         | Born to Touch Your Feelings | 03:14 |
| 07. | In Trance                           |         |         | Born to Touch Your Feelings | 04:44 |
| 08. | Dark Lady                           |         |         | Born to Touch Your Feelings | 03:26 |
| 09. | The Sails Of Charon                 |         |         | Born to Touch Your Feelings | 04:22 |
| 10. | Virgin Killer                       |         |         | Born to Touch Your Feelings | 03:43 |
| 11. | Top Of The Bill                     |         |         | Born to Touch Your Feelings | 03:24 |
| 12. | They Need A Million                 |         |         | Born to Touch Your Feelings | 04:52 |
| 13. | Longing For Fire                    |         |         | Born to Touch Your Feelings | 02:43 |
| 14. | Catch Your Train                    |         |         | Born to Touch Your Feelings | 03:35 |
| 15. | Speedy's Coming (Live)              |         |         | Born to Touch Your Feelings | 03:42 |
| 16. | Crying Days                         |         |         | Born to Touch Your Feelings | 04:38 |
| 17. | All Night Long (Live)               |         |         | Born to Touch Your Feelings | 03:12 |
| 18. | This Is My Song                     |         |         | Born to Touch Your Feelings | 04:13 |
| 19. | Sun In My Hand                      |         |         | Born to Touch Your Feelings | 04:20 |
| 20. | Born To Touch Your Feelings (Remix) |         |         | Born to Touch Your Feelings | 07:01 |

Source des titres et durées.